# Cá sặc vện
Cá sặc vện (danh pháp khoa học: Nandus oxyrhynchus) là một loài cá thuộc họ Cá sặc vện. Trước năm 1996 được coi là Nandus nandus.

## Mẫu định danh
Mẫu định danh ZRC 39246; mẫu vật 1, chiều dài tiêu chuẩn 54,6 mm; do Somluck Kuntarphrung thu thập ngày 14 tháng 11 năm 1994 tại Amphoe Phrai Bung, tỉnh Sisaket, Thái Lan. Mẫu holotype lưu giữ tại Bộ sưu tập tham chiếu động vật học (ZRC), Khoa Động vật học, Đại học Quốc gia Singapore.

## Từ nguyên
Tính từ định danh oxyrhynchus lấy theo hình dáng mõm nhọn của nó (khi so sánh với N. nebulosus). Có nguồn gốc từ tiếng Hy Lạp οξύς (oxys) nghĩa là nhọn và ῥῠ́γχος (rhynchos) nghĩa là mõm, mũi.

## Phân bố
Loài này được tìm thấy trong lưu vực các sông Mê Kông, Mae Klong, Chao Phraya; ở Campuchia, Lào, Thái Lan, Việt Nam. Môi trường sinh sống là đầm lầy và vùng nước chảy chậm.

## Đặc điểm
Đầu ép dẹp và nhọn, thân thuôn dài và dẹp bên, đường bên bị đứt đoạn ở vảy 24-27, phần trước nắp mang có răng cưa tương đối lớn. Chiều dài tối đa tới 6,9 cm.
Tính theo % chiều dài tiêu chuẩn: chiều dài đầu 38,2-43,1, chiều rộng đầu 15,4-18,2, khoảng cách trước lưng 42,4-53,8, chiều dài trước hậu môn 75,0-80,7, chiều dài trước chậu 41,2-48,2, chiều dài trước ức/ngực 39,2-50,9, chiều sâu cơ thể tại hậu môn 35,0-45,0, chiều sâu cuống đuôi 12,7-18,4, chiều dài vây ngực 15,9-20,6, gốc vây lưng 50,0-57,5, chiều dài vây chậu 19,4-24,2, gốc vây hậu môn 14,7-19,0, chiều dài vây đuôi 24,4-28,9. Tính theo % chiều dài đầu: chiều dài mõm 25,6-30,0, khoảng cách giữa các hốc mắt 20,7-24,3, đường kính mắt 24,1-26,0. Tia nắp mang 5. Lược mang 2 + 7-8. Công thức đốt sống 12-13 + 12 = 24-25. Số lượng tia vây: - Vây lưng: tia gai 12-14, tia mềm 9-11. Vây ngực: 14-15. Vây chậu: tia gai: 1, tia mềm: 6. Vây hậu môn: tia gai 3, tia mềm 5-6. Vây đuôi 7+7 = 14. Vảy: trên đường bên 37-42; vòng quanh cuống đuôi 19-22; trước lưng 12-15; trước chậu 11-15.
N. oxyrhynchus có thể được phân biệt với N. nandus (loài trước đó được coi là có tại khu vực Đông Dương) cũng như với N. nebulosus ở chỗ tiết diện của đầu ở phần lưng sâu và mõm nhọn (so với tiết diện của đầu ở phần lưng thanh mảnh hơn và mõm nhọn ở N. nandus, tiết diện của đầu ở phần lưng sâu và mõm tù ở N. nebulosus), sự hiện diện của 37-42 vảy trên đường bên bị gián đoạn tại vảy thứ 24-27 (so với 24-34 vảy trên đường bên bị gián đoạn tại vảy thứ 17-25 ở N. nebulosus, 42-55 vảy trên đường bên bị gián đoạn tại vảy thứ 30-37 ở N. nandus) và sự hiện diện của các răng cưa tương đối lớn trên trước nắp mang (so với các răng cưa nhỏ). Các răng cưa trước nắp mang của N. oxyrhynchus dường như kết thúc ở điểm xa hơn về phía trước dọc theo đầu khi so sánh với N. nandus và N. nebulosus.
Các mẫu vật được bảo quản có màu nền nâu nhạt, với 4 sọc màu nâu rộng, rõ ràng chạy dọc cơ thể từ lưng đến bụng. Một sọc màu nâu sẫm rộng chạy ngang qua mắt dọc theo lưng ở mỗi bên của đầu, một sọc nâu sẫm hẹp khác chạy từ mắt đến khu vực cổ họng. Các tia gai của vây lưng, vây bụng và vây hậu môn màu nâu sẫm, các tia mềm trong như thủy tinh với một loạt các đốm nhỏ sẫm màu tạo thành các vạch ngang; vây ngực trong suốt như thủy tinh; vây đuôi màu nâu nhạt với một loạt các đốm nhỏ sẫm màu tạo thành các vạch ngang. Các mẫu vật tươi có cùng kiểu màu, ngoại trừ màu sắc sẫm hơn.